# Franz Wilhelm Miquel

Franz Wilhelm Miquel

Franz Wilhelm Miquel (* 23. August 1818 in Neuenhaus; † 2. Oktober 1855 ebenda) war ein deutscher Gymnasiallehrer, Redakteur und Schriftsteller.

## Leben
Franz Wilhelm wurde als Sohn des Arztes Anton Miquel in Neuenhaus in der Grafschaft Bentheim geboren, wo er auch seine Jugend und Schulzeit verbrachte. Seine Brüder waren der Botaniker Friedrich Anton Wilhelm Miquel und der spätere preußische Finanzminister Johannes von Miquel. Seine Reifeprüfung legte er 1837 am Gymnasium Georgianum (Lingen) ab. Von 1837 bis 1841 studierte er in Göttingen, vor allem bei Johann Friedrich Herbart. 1841 wurde er in Aurich als Collaborator Gymnasiallehrer für neuere Sprachen, Erdkunde und Geschichte, hauptsächlich in den unteren Klassen.
Miquel beteiligte sich an der Revolution 1848/1849 aktiv und publizistisch. Er wurde im April 1848 als Volksverordneter gewählt und war der lautstarke Widerpart des Wortführers der Konservativen, Cirk Heinrich Stürenburg, bis die Intrigen seiner Gegner schließlich Erfolg hatten und er im Oktober 1848 nach Ilfeld im Harz versetzt wurde. Dort blieb er allerdings nicht lange, sondern kehrte als Redakteur der Ostfriesischen Zeitung schon Ende 1848 zunächst nach Aurich zurück. Nach der Niederschlagung der Revolution zog er wieder nach Neuenhaus, wo er sich, vermutlich von seiner Familie unterstützt, noch bis zu seinem frühen Tod als Schriftsteller betätigte, da ihm die Ausübung des Gymnasiallehramts verboten war.

## Werke
- Beiträge eines mit der Herbart’schen Pädagogik befreundeten Schulmannes zur Lehre vom Biographischen Geschichtsunterricht, Leer 1847
- Ostfriesische Zeitschwingen, Aurich, Mai bis Dez. 1848
- Beiträge zu einer pädagogisch-psychologischen Lehre vom Gedächtnis, Hannover 1850
- Wie wird die deutsche Volksschule national?, Lingen 1851